# 苏联共产党中央委员会国际部
苏联共产党中央委员会国际部，简称苏共中央国际部，是苏联共产党中央委员会下属的部门，负责处理苏联共产党和外国共产党的关系。苏共中央国际部建立于1943年共产国际解散时，继承了共产国际的档案和部分人员。1957年，该部处理与共产党执政国家的共产党关系的职能被划入新成立的苏共中央社会主义国家共产党工人党联络部。

## 负责人[2]
- 1943年12月—1945年12月：格奥尔基·米哈伊洛维奇·季米特洛夫
- 1946年4月—1949年3月：米哈伊尔·安德列耶维奇·苏斯洛夫
- 1949年—1953年：瓦甘·格里戈里耶维奇·格里戈里扬
- 1953年—1954年：米哈伊尔·安德列耶维奇·苏斯洛夫
- 1954年—1955年：瓦西里·帕夫洛维奇·斯捷潘诺夫
- 1955年—1986年：鲍里斯·尼古拉耶维奇·波诺马廖夫
- 1986年—1988年：阿纳托利·费奥多罗维奇·多勃雷宁
- 1988年—1991年：瓦连京·米哈伊洛维奇·法林

### 第一副书记
- 1964年—1988年：瓦季姆·扎格拉金